# Gare de Yakusa
La gare de Yakusa (八草駅, Yakusa-eki) est une gare ferroviaire de la ville d'Okazaki, dans la préfecture d'Aichi, au Japon. La gare est exploitée par les compagnies Aichi Rapid Transit et Aichi Loop Railway.

## Situation ferroviaire
La gare de Yakusa est située au point kilométrique (PK) 32,0 de la ligne Aichi Loop. Elle marque le terminus du Linimo.

## Historique
La gare de Yakusa a été inaugurée le 31 janvier 1988.

## Service des voyageurs

### Accueil
La gare dispose d'un bâtiment voyageurs, avec guichets, ouvert tous les jours.

### Desserte

#### Aichi Loop Railway
- Ligne Aichi Loop :
  - voie 1 : direction Okazaki
  - voie 2 : direction Kōzōji

#### Aichi Rapid Transit
- Linimo :
  - voie 1 : terminus
  - voie 2 : direction Fujigaoka